# 엘드리드 대 애시크로프트 사건
엘드리드 대(對) 애시크로프트(Eldred vs Reno)는 미국 재판에서의 특정 사건으로 엘드리치 출판사의 엘드리드와 애시크로프트라는 법무부장관의 이름을 따서 붙여진 사건의 이름이다.
엘드리치는 개인적으로 온라인 상으로 저작권이 만료된 작품을 공개하는 일을 하고 있었다. 기존의 저작권 보호법이 저작자의 생존 기간과 사망 후 50년간으로 규정되어 있었는데, 엘드리치는 이렇게 저작권이 만료된 작품들을 세상 사람들이 자유롭게 이용할 수 있도록 공개하는 일을 하고 있었다.
그런데, 저작권으로 이익을 보는 관계자의 입장에서는 이것이 못내 내키지 않는 부분이었다. 가급적 저작권이 오래 지속되면서 보다 많은 수익을 보장하고 싶은 욕심이 들었다. 그래서 사람의 수명이 연장되면서 저작권 보호법도 사망 후 70년으로 20년을 더 연장하는 '저작권 기간 연장법' 이 등장하게 되었다.
이 때문에, 엘드리드는 등록했던 몇몇 작품을 삭제해야 했을 뿐만 아니라, '곰돌이 푸우'등의 작품을 공개하지 못하게 된다. 또, 2003년 저작권이 소멸될 예정이었던 미키마우스 초판도 2023년으로 20년 뒤에나 사용할 수 있게 되는 문제가 발생하게 되어 저작권 기간 연장법을 파기해 달라고 요청을 하면서 이러한 사건이 발생하게 된다. 그래서 이 사건은 미키마우스 저작권법으로 불리기도 한다. (이 사건은 마지막 재판중에 있다고 한다)
엘드리드는 미국 헌법에 나와있는 표현의 자유를 언급하며 창작을 위해 사람들이 이러한 자료들을 향유할 수 있도록 해줄 것을 요청하기 위해 재판을 시작하였고 이 문제를 해결하기 위해 CCL이 만들어졌다. 이러한 라이선스 활동은 미국뿐 아니라 세계 50여개국에서도 그 나라의 법에 맞게 수정되어 진행되고 있다.

## 같이 보기
- 저작권